# Friedrich Ferdinand zu Schleswig-Holstein-Sonderburg-Glücksburg
Friedrich Ferdinand Prinz zu Schleswig-Holstein-Sonderburg-Glücksburg (* 14. Mai 1913 in Gotha; † 31. Mai 1989 in Schloss Glücksburg) war ein deutscher Offizier. Er war Bürgervorsteher der Stadt Glücksburg und ab 1971 Präsident des Deutschen Soldatenbundes Kyffhäuser.

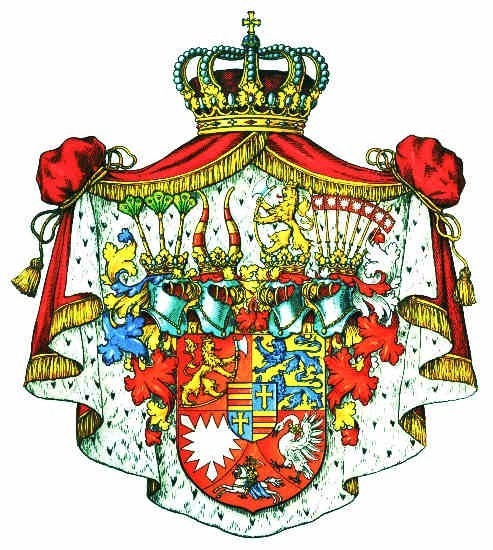
Herzogliches Wappen Schleswig-Holstein-Sonderburg-Glücksburg

## Leben
Friedrich Ferdinand, mit vollem Namen Friedrich Ferdinand Carl Ernst August Wilhelm Harold Casimir Nikolaus Prinz zu Schleswig-Holstein-Sonderburg-Glücksburg, wurde am 14. Mai 1913 geboren. Als Sohn des Generalleutnants Albert zu Schleswig-Holstein-Sonderburg-Glücksburg und dessen Frau Ortrud, geborene Gräfin von Ysenburg und Büdingen, lebte Friedrich Ferdinand bis 1918 in Gotha, ab 1919 im Schloss Glücksburg. Er besuchte das Nordsee-Pädagogium in Wyk auf Föhr (1926) und das Alte Gymnasium in Flensburg, an dem er 1932 das Abitur machte. Um Corpsstudent zu werden, immatrikulierte er sich an der Georg-August-Universität für Rechtswissenschaft.

### Reichswehr und Wehrmacht
Seit 1932 in der Schwarzen Reichswehr, kam er im März 1933 zu Danzigs Einwohnerwehr und im August 1933 zum Jäger-Bataillon der Schwarzen Reichswehr in Celle. Am 16. Oktober 1933 wurde er Offizieranwärter im Reiter-Regiment 14 in Ludwigslust. Seit dem 1. Juli 1938 Oberleutnant, wurde er zu Beginn des Überfalls auf Polen Schwadronchef der 3. (schweren motorisierten) Aufklärungsabteilung 31 in Polen, Frankreich und Russland. Im September 1941 kam er als Rittmeister in den Generalstabsdienst beim Kommandierenden General und Befehlshaber in Serbien, zum Armeeabteilungsstab in Belgrad und (als Staffelkapitän) bis November 1942 zur Luftwaffenaufklärungs-Staffel.
Im Februar 1943 wurde er in Kroatien als Erster Generalstabsoffizier der 117. Jäger-Division zur Generalstabsausbildung in der 3. Panzer-Division bei Charkow und am Mius eingesetzt. Von August 1943 bis Februar 1944 war er an der Kriegsakademie in Hirschberg. Im Februar 1944 kam er zur Panzertruppe und diente als Ia beim Generalkommando des LXXXIV. Armeekorps in der Bretagne, ab Juni 1944 als Major i. G. bei der 7. Armee an der Invasionsfront in Le Mans und ab September 1944 bei der 116. Panzer-Division am Westwall. Nach dem Regimentskommandeur-Lehrgang in Bergen-Belsen (November 1944 bis Januar 1945) wurde er Kommandeur des Panzergrenadier-Regiments 40 der 17. Panzer-Division in Schlesien, im Sudetenland und bis zur bedingungslosen Kapitulation der Wehrmacht in Oberschlesien. Am 20. April 1945 zum Oberst i. G. befördert, geriet er dort in sowjetische Kriegsgefangenschaft, aus der er im Mai 1945 fliehen konnte. Aus der US-amerikanischen Gefangenschaft wurde er im Juni 1945 entlassen.

### Ziviler Neuanfang
1946/47 war er Zeuge bei den Nürnberger Prozessen. Zunächst war er Vermögensverwalter und Testamentsvollstrecker des Ende 1945 in Glücksburg verstorbenen letzten Großherzogs von Mecklenburg Friedrich Franz IV. und Heinrich von Preußens. Nach einer Lehre und Einweisung in die Wirtschaftsprüfung trat er 1947 in das Bremer Bankhaus Martens & Weyhausen, in dem er bis 1974 Beiratsvorsitzender, dann Stellvertreter und bis 1979 Aufsichtsratsmitglied war.
Seit 1960 war er (stellvertretender) Aufsichtsratsvorsitzender der Nordwestdeutschen Treuhand GmbH – Wirtschafts- und Steuerberatungsgesellschaft zu Flensburg.
Bei der Bundeswehr war er seit 1959 Oberst der Reserve.

### Corps
Friedrich Ferdinand war von Michaelis 1932 bis Michaelis 1933 im Corps Saxonia Göttingen aktiv. 1935 wurde er als Leutnant philistriert. 1959 wurde er auch Mitglied des Corps Brandenburgia-Berlin zu Cleveland/Ohio. Seit 1963 außerordentliches Mitglied des Corps Holsatia, wurde ihm das Holsteinerband am 2. Juli 1976 ehrenhalber verliehen. Er hatte sieben Partien geschlagen.

### Denkmalpflege
1987 gründete Prinz zu Schleswig-Holstein-Sonderburg-Glücksburg mit Helmut Ries (1920–2009): Die Historische Gesellschaft Glücksburg (HGG), die die Geschichte von Schloss, Stadt und Region Glücksburg sowie die Schleswig-Holsteinische Geschichte wachhalten möchte.

## Familie

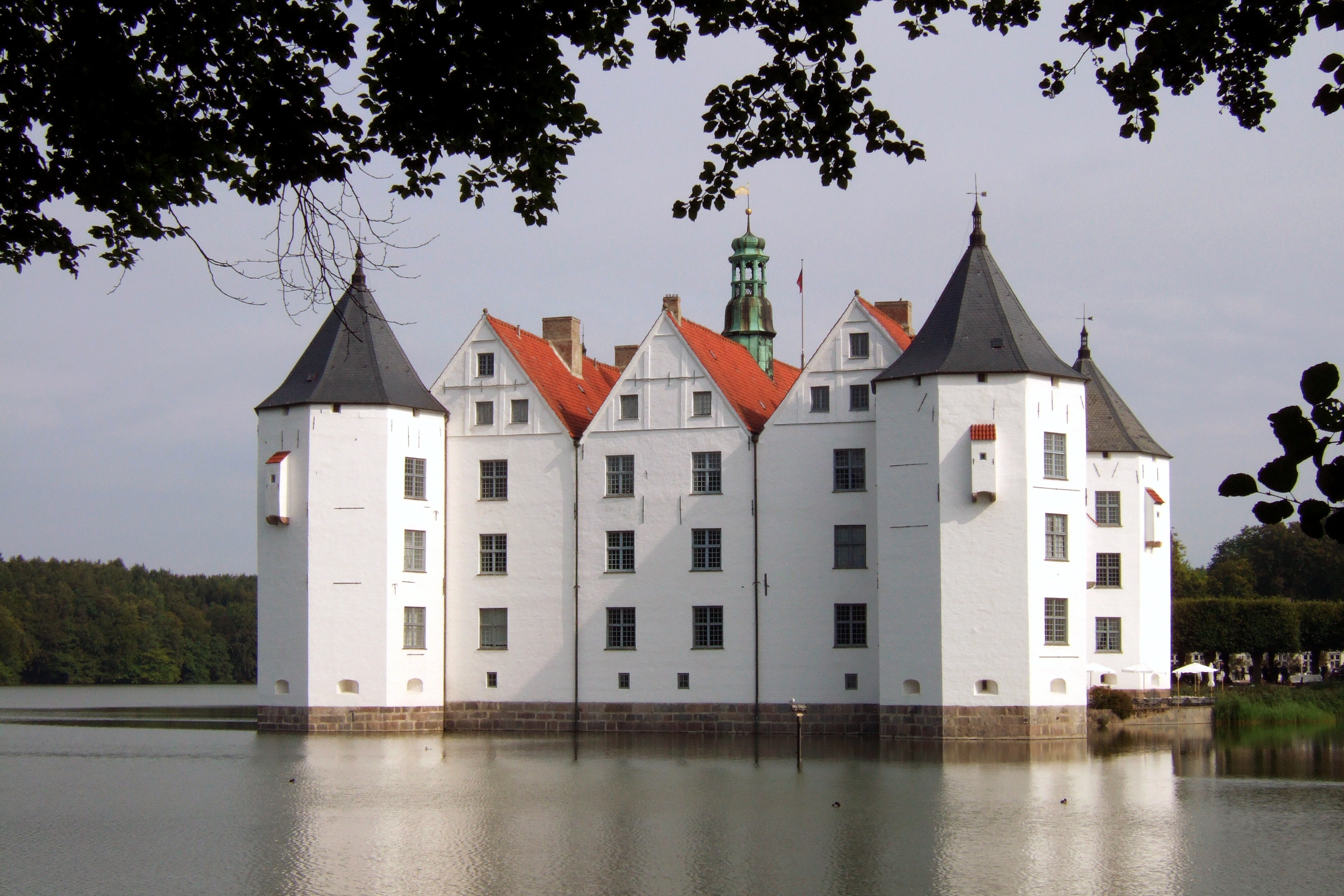
Schloss Glücksburg, der namengebende Stammsitz der Familienzweige

Friedrich Ferdinand zu Schleswig-Holstein-Sonderburg-Glücksburg heiratete am 1. September 1941 Anastasia zu Mecklenburg-Schwerin (* 11. November 1923 in Gelbensande; † 25. Januar 1979 in Hamburg), die Tochter von Friedrich Franz IV. von Mecklenburg und Alexandra von Hannover und Cumberland. Das Paar hatte folgende vier Kinder:
- Elisabeth Marie Alexandra zu Schleswig-Holstein-Sonderburg-Glücksburg (* 10. September 1945)

⚭ 1975 Ferdinand Heinrich zu Ysenburg-Büdingen-Wächtersbach (1940–1989)
- Irene Olga Adelheid zu Schleswig-Holstein-Sonderburg-Glücksburg (* 11. Oktober 1946)
- Margaretha Friederike Luise zu Schleswig-Holstein-Sonderburg-Glücksburg (* 10. Februar 1948)
- Sibylla Ursula Ortrude zu Schleswig-Holstein-Sonderburg-Glücksburg (* 11. September 1955)

⚭ 1980 Dieter Franz (* 26. März 1950)

## Ehrenämter
- Stadtvertreter von Glücksburg (1947–1982)
- Bürgervorsteher von Glücksburg (1963–1982)
- Vorsitzender vom Verband Kriegsopfer, Kriegsteilnehmer Schleswig-Holstein
- Vorsitzender vom Landesverband Schleswig-Holstein des Deutschen Soldatenbundes Kyffhäuser und des Verbandes Deutscher Soldaten
- Präsident des Kyffhäuserbundes (1971)

## Auszeichnungen

### Militärische
- Eisernes Kreuz (1939) II. und I. Klasse
- Ehrenblattspange des Heeres
- Ritterkreuz des Eisernen Kreuzes[6]
- Bulgarisches Infanterie-Sturmabzeichen
- Orden vom Eisernen Dreiblatt II. Klasse
- Orden der Krone König Zvonimirs mit Eichenlaub und Kriegsdekoration
- Panzerkampfabzeichen in Bronze
- Verwundetenabzeichen in Silber
- Sturmabzeichen

### Zivile
- Ehrenbürger von Glücksburg (24. April 1982)
- Verdienstkreuz 1. Klasse des Verdienstordens der Bundesrepublik Deutschland (1969)
- Großes Verdienstkreuz des Verdienstordens der Bundesrepublik Deutschland (1979)
- Freiherr-vom-Stein-Medaille (Schleswig-Holstein)
- Ehrenpräsident des Kyffhäuserbundes (1979)
- Ehrenbrandmeister
- Ehrenmitglied der Glücksburgischen Friedrichsgarde
- Ehrenmitglied der Wilhelminen-Schützengilde zu Kiel
- Ehrenmitglied der Bürgerschützengilde zu Wilster
- Große Goldene Verdienstmedaille des Deutschen Feuerwehrverbandes
- Ehrenkreuz der Europäischen Zivilluftfahrt-Konferenz (CEAC)

## Werke
- Gesamthaus Oldenburg. Schloßarchiv, Glücksburg 1980.